# Gospodarica tvoga srca
Gospodarica tvoga srca (Soy tu dueña) je meksička telenovela produkcijske kuće Televisa, snimana tijekom 2010. godine u Meksiku. Producent serije je Nicandro Díaz González. Protagonisti telenovele su Lucero, Fernando Colunga i Gabriela Španić.

## Sadržaj
Valentina Villalba je mlada poduzetnica koja raspolaže ogromnim bogatstvom koje su joj oporučno ostavili njeni roditelji. Živi s ujnom Isabel, koju voli kao svoju majku, te sa svojom pohlepnom rođakinjom Ivanom Dorantes. Za Valentinu se od smrti njenih roditelja brine dadilja Benita. Ivana prezire Valentinu i ljubomorna je na sve što posjeduje. U namjeri kako bi joj zagorčala život, Ivana zavodi Valentininog zaručnika Alonsa.
Na dan vjenčanja, Alonso ostavlja Valentinu pred oltarom. Od tog trenutka, Valentina se iz dobre i naivne djevojke pretvori u hladnu, autoritativnu ženu, punu gorčine i želje za osvetom. Obeća sama sebi kako se više nikad neće zaljubiti. Odlazi živjeti na ranč "Los Cascabeles". Valentina postane gospodarica ranča, te zbog svog ponašanja i stava, zaposlenici joj daju nadimak "La Vibora" (Zmija). Na ranču upoznaje José Miguela Montesinosa, vlasnika imanja Los Encinos. Zaljubljuje se u njega, no skriva svoje osjećaje. Ubrzo na imanje stižu i njena ujna i rođakinja Ivana. Rosendo, nadzornik Jose Miguelovog imanja, se zaljubljuje u Valentinu i uz Ivaninu pomoć namjerava ju osvojiti i maknuti iz Jose Miguelovog zagrljaja.

## Zanimljivosti
- Originalna verzija ove telenovele je venecuelanska telenovela "La doña", snimljena u produkciji RCTV-a, 1972. godine. Producent je bio Arquímedes Rivero. Protagonisti telenovele su Lila Morillo i Elio Rubens.
- Televisa je 1978. godine napravila preradu telenovele pod nazivom "Doménica Montero". Producent je bio Valentín Pimstein, a protagonisti Irán Eory, Rogelio Guerra i Raquel Olmedo.
- RCTV je napravio preradu 1995. godine pod nazivom "El desafio". Producenti su bili Carlos Lamus i Hernando Faria. Uloge protagonista su odigrali Caluda Venturini, Henri Soto i Mimi Lazo.
- 1995. godine Televisa je opet napravila preradu telenovele, nazvanu "La dueña". Producentica je bila Florinda Meza, a protagonisti ove verzije su bili Angélica Rivera, Francisco Gattorno i Cynthia Klitbo. Ova verzija je zabilježila najveći uspjeh.
- Brazilska mreža SBT je 2001. godine napravila svoju verziju i nazvala je "Amor e Ódio". Producenti su bili David Grimberg i Gilberto Nunes. Protagonisti ove verzije su bili Suzy Rêgo, Daniel Boaventura i Viétia Rocha.

## Glumačka postava

### Protagonisti
| Glumac           | Lik                                  |
| ---------------- | ------------------------------------ |
| Lucero           | Valentina Villalba Rangel "La Dueña" |
| Fernando Colunga | José Miguel Montesinos               |

### Antagonisti
| Glumac            | Lik                     |
| ----------------- | ----------------------- |
| Gabriela Španić   | Ivanna Dorantes Rangel† |
| Sergio Goyri      | Rosendo Gavilán         |
| Jacqueline Andere | Leonor de Montesinos    |
| David Zepeda      | Alonso Peñalvert        |

### Sporedne uloge
| Glumac                 | Lik                            |
| ---------------------- | ------------------------------ |
| Silvia Pinal           | Isabel Rangel Vda. de Dorantes |
| Ana Martín             | Benita†                        |
| Jose Carlos Ruiz       | Sabino                         |
| Eduardo Capetillo      | Horacio Acosta                 |
| Marisol del Olmo       | Gabriela                       |
| Eric del Castillo      | Federico Montesinos†           |
| Julio Alemán           | Ernesto Galeano                |
| Fabián Robles          | Felipe Santibáñez              |
| Carlos Bracho          | svećenik Justino               |
| Paul Stanley           | Timoteo                        |
| Cristina Obregón       | Sandra Macotela                |
| Alejandra Procuna      | Brenda Castaño†                |
| Anabel Ferreira        | Amparo                         |
| Ana Bertha Espín       | Enriqueta de Macotela          |
| Raúl Padilla "Chóforo" | Otac Ventura                   |
| David Ostrosky         | Moisés Macotela                |
| Fátima Torre           | Iluminada Camargo              |
| Guillermo Capetillo    | Rogelio Villalba               |
| Marisol Santacruz      | Cecilia Rangel de Villalba     |
| Rossana San Juan       | Crisanta Camargo               |
| Diana Osorio           | Margarita Corona               |
| Emoé de la Parra       | Narda de Ampúdia               |
| Mário del Río          | Filadelfo Porras               |
| Claudia Ortega         | Teresa de Granados             |
| Eduardo Rivera         | Juan Granados                  |
| Diego Ávila            | Chuy Granados                  |
| Evelyn Ximena          | Teresita Granados              |

### Gostujuće uloge
| Glumac                        | Lik                           |
| ----------------------------- | ----------------------------- |
| Claudio Báez                  | Óscar Ampudia†                |
| Alejandro Ruiz                | Nazario Melgarejo†            |
| Martha Julia                  | Valentina djeveruša #1        |
| Silvia Ramirez                | Valentina djeveruša #2        |
| Cristina Bernal               | Valentina djeveruša #3        |
| Manola Diez                   | Valentina djeveruša #4        |
| Rebeca Mankita                | Valentina djeveruša #5        |
| La Arrolladora Banda El Limón | La Arrolladora Banda El Limón |
| Gerardo Albarrán              | Nerón Almoguera               |
| Tony Vela                     | Toledo                        |
| Amairani                      | Miranda                       |
| Aurora Clavel                 | Angustias                     |
| Juan Carlos Serrán            | Librado Manzanares            |
| Myrrah Saavedra               | Leonela                       |
| Niko Caballero                | Santiaguito                   |
| Pilar Montenegro              | Azalia                        |

## Vanjske poveznice
- Soy tu dueña u internetskoj bazi filmova IMDb-u (engl.)
- Službena stranica serije